# Bipes
Famille
Genre
Synonymes
- Microdipus Hermann, 1804
- Bimanus Oppel, 1811
- Chirotes Cuvier, 1817
- Euchirotes Cope, 1894
- Hemichirotes Dugès, 1894

Bipes est un genre d'amphisbènes, seul membre de la famille des Bipedidae.

## Répartition
Les trois espèces de ce genre sont endémiques du Mexique.

## Description
Elles se caractérisent par la présence de pattes avant.

## Liste des espèces
Selon The Reptile Database (13 mars 2015) :
- Bipes biporus (Cope, 1894)
- Bipes canaliculatus Bonnaterre, 1789
- Bipes tridactylus (Dugès, 1894)

## Publications originales
- Sonnini de Manoncourt & Latreille, 1801 : Histoire naturelle des reptiles : avec figures dessinées d'apres nature, vol. 2, p. 1–332 (texte intégral).
- Taylor, 1951 : Concerning Oligocene amphisbaenid reptiles. University of Kansas Science Bulletin, vol. 34, n. 9, p. 521–579 (texte intégral).